# François Gautier (industriel)
Pour les articles homonymes, voir François Gautier (homonymie) et Gautier.
François Gautier, né le 30 septembre 1906 à Sète et mort le 12 avril 2009 à Pérols, est une personnalité française du monde des affaires.

## Biographie
Ingénieur des Mines, il est PDG de la société des automobiles Peugeot de 1949 à 1972, directeur général du groupe Peugeot de 1966 à 1972 puis président du directoire de PSA de 1973 à 1978 (il est le premier dirigeant de Peugeot à ne pas faire partie de la famille). À ce titre, il procède au rachat de Citroën à partir de 1974 à la demande de l'État. Il eut pour successeurs Francis Rougé (1922 - juillet 1976, 54 ans) et Jean-Paul Parayre.
François Gautier est aussi connu pour avoir été le directeur de cabinet de Georges Pompidou. 

## Famille
- Femme : Louise
- Enfants : Brigitte, Bruno, Philippe
- Sœurs : Geneviève, Louise, Cecile